# 청송군 (선거구)
청송군은 대한민국의 옛 국회의원 선거구이다. 당시 경상북도 청송군 지역을 관할했다.

## 역사
제헌 국회의원 선거를 앞두고 청송군 전 지역을 관할하는 선거구로 신설되었다.
제6대 국회의원 선거를 앞두고 영덕군 선거구와 통합되면서 청송군·영덕군 선거구를 이루게 됨에 따라 폐지되었다.

## 역대 국회의원
| 선거   | 정당 | 정당     | 의원   |
| ------ | ---- | -------- | ------ |
| 1948년 |      | 교육협회 | 김봉조 |
| 1950년 |      | 무소속   | 김봉조 |
| 1954년 |      | 자유당   | 윤용구 |
| 1958년 |      | 자유당   | 윤용구 |
| 1960년 |      | 민주당   | 심길섭 |

## 역대 선거 결과

### 대한민국 제헌 국회의원 선거
|  | 57.98% |

|  | 23.75% |

|  | 18.26% |

### 대한민국 제2대 국회의원 선거
|  | 23.54% |

|  | 16.88% |

|  | 14.03% |

|  | 13.98% |

|  | 10.72% |

|  | 7.50% |

|  | 7.09% |

|  | 6.22% |

### 대한민국 제3대 국회의원 선거
|  | 40.09% |

|  | 27.77% |

|  | 15.24% |

|  | 9.35% |

|  | 7.52% |

### 대한민국 제4대 국회의원 선거
|  | 55.61% |

|  | 22.46% |

|  | 21.91% |

### 대한민국 제5대 국회의원 선거
|  | 20.98% |

|  | 17.72% |

|  | 15.17% |

|  | 11.23% |

|  | 10.89% |

|  | 8.80% |

|  | 8.56% |

|  | 6.60% |

|  | 0% |

|  | 0% |